# Leszno (Barczewo)
Leszno (deutsch Groß Leschno, 1938 bis 1945 Leschnau) ist ein Ort in der polnischen Woiwodschaft Ermland-Masuren. Er gehört zur Gmina Barczewo (Stadt- und Landgemeinde Wartenburg i. Ostpr.) im Powiat Olsztyński (Kreis Allenstein).

## Geographische Lage
Leszno liegt im Westen der Woiwodschaft Ermland-Masuren, 26 Kilometer östlich der Kreis- und Woiwodschaftshauptstadt Olsztyn (deutsch Allenstein).

## Geschichte
Das Dorf Leschno mit seinem Sägewerk wurde 1874 als Landgemeinde in den neu errichteten Amtsbezirk Bartelsdorf (polnisch Bartołty Wielkie) im ostpreußischen Kreis Allenstein aufgenommen.
Im Jahre 1910 waren in Groß Leschno 250 Einwohner gemeldet, im Jahre 1933 waren es 218.
Am 3. Juni – offiziell bestätigt am 16. Juli – 1938 wurde Groß Leschno aus politisch-ideologischen Gründen der Abwehr fremdländisch klingender Ortsnamen in „Leschnau“ umbenannt. 1939 zählte der Ort 225 Einwohner.
Als 1945 in Kriegsfolge das gesamte südliche Ostpreußen an Polen abgetreten wurde, erhielt Leschnau die polnische Namensform „Leszno“.Heute ist das Dorf in die Stadt- und Landgemeinde Barczewo (Wartenburg i. Ostpr.) im Powiat Olsztyński (Kreis Allenstein) eingegliedert, von 1975 bis 1998 der Woiwodschaft Olsztyn, seither der Woiwodschaft Ermland-Masuren zugehörig. Im Jahre 2011 zählte Leszno 141 Einwohner.

## Kirche
Bis 1945 war Groß Leschno resp. Leschnau in die evangelische Kirche Wartenburg (Ostpreußen) (polnisch Barczewo) in der Kirchenprovinz Ostpreußen der Kirche der Altpreußischen Union, außerdem in die römisch-katholische Kirche Groß Bartelsdorf (polnisch Bartołty Wielkie) eingepfarrt.
Heute gehört Leszno katholischerseits weiterhin zur Pfarrei Bartołty Wielkie, die jetzt dem Erzbistum Ermland zugehört. Evangelischerseits ist der Ort zur Christus-Erlöser-Kirche Olsztyn (Allenstein) hin orientiert, die der Diözese Masuren der Evangelisch-Augsburgischen Kirche in Polen zugeordnet ist.

## Verkehr
Leszno liegt westlich der polnischen Landesstraße 57 (einstige deutsche Reichsstraße 128) und ist über Nebenstraßen von Biskupiec (Bischofsburg) und Dźwierzuty (Mensguth) aus zu erreichen. Vom Nachbarort Leszno Małe (Leschno, Forst, 1938 bis 1939 Klein Leschno, 1939 bis 1945 Leschnau, Forst) führt ein Verbindungsweg nach Leszno.